# Lophosticha psorallodes
Lophosticha psorallodes là một loài bướm đêm trong họ Geometridae.